# خواكين مازداك لوتينجر
خواكين مازداك لوتينجر (2 ديسمبر 1923-6 أبريل 1997) كان فيزيائيًا أمريكيًا معروفًا بإسهاماته في نظرية تفاعل الإلكترونات في المعادن أحادية البعد (يقال إن الإلكترونات في هذه المعادن هي في حالة سائل لوتينجر) ونظرية سائل فيرمي. حصل على البكالوريوس والدكتوراه في الفيزياء من معهد ماساتشوستس للتكنولوجيا في عام 1947. كان شقيقه الكيميائي الفيزيائي ليونيل لوتنجر (1920-2009) وابن أخيه عالم الرياضيات كارل مراد لوتنجر (مواليد 1961).